# والدو في. هوارد
والدو في. هوارد (بالإنجليزية: Waldo V. Howard)‏ هو مهندس معماري أمريكي، (ولد في بروكتون في الولايات المتحدة 1841  م).